# Amber Dútta
Amber Dútta (* 24. Juni 2003 in Mailand) ist eine italienische Schauspielerin und Tänzerin.
Ihr Vater ist Inder, ihre Mutter Italienerin. Im Jahr 2015 nahm Dútta an der sechsten Staffel der Talentshow Italia's Got Talent als Bollywood-Tänzerin teil und schaffte es bis ins Halbfinale. 2016 war sie in einem Video der Gucci-Kampagne #24HourAce zu sehen. Im Spielfilm Babylon Sisters, der am 28. September 2017 in die italienischen Kinos kam, spielte sie die Rolle der Kamla.